# Гузеева, Наталья Анатольевна
Наталья Анатольевна Гузеева (укр. Ната́ля Анато́ліївна Гузє́єва; р. 1952, Киев) — украинская детская писательница и сценаристка, создательница персонажей Капитошка и Петя Пяточкин, мультфильмы о которых вошли в «Золотую Коллекцию Советских Мультфильмов 1943—1991 годов».

## Биография
Наталья Гузеева родилась в 1952 году в Киеве в семье актёров. Отец — Анатолий Гузеев, диктор Украинского телевидения, режиссёр, доцент Университета культуры. Мать — Елена Гузеева, актриса, чтица, солистка филармонии.
В 1974 году окончила отделение структурной лингвистики факультета кибернетики Киевского государственного университета имени Т. Г. Шевченко. Работала лингвистом, переводчиком, журналистом, редактором мультипликационных студий «Киевнаучфильм» и «Укранимафильм».
С 1992 года член Национального союза кинематографистов Украины.
C 1995 года проживает в Германии, в настоящий момент[когда?] в Мюнхене.

## Фильмография
По сценариям Натальи Гузеевой были созданы:
- «Капитошка» (1980)
- «Возвращайся, Капитошка!» (1989)
- «Как Петя Пяточкин слоников считал» (1984)
- «Дело поручается детективу Тедди. Дело № 002. Космическая загадка» (1986)
- «Сочинение про дедушку» (1987)
- «Это что ещё такое?!» (1989)
- «Любовь и смерть картошки обыкновенной» (1990)
- «Муви-няня» (1994)
- «Мы — женщины. Сладкая жизнь» (1988)
- «Было скучно»
- «Тополя»
- научно-популярные фильмы («Кто проснётся петухом?» «Царапина на льду»), многие из которых были отмечены наградами на различных международных фестивалях
- Мишка и Звонка (2016—2018)
- 23 обиды Пети Пяточкина (снимается)

## Книги
Гузеева Наталья — автор многочисленных детских книг, которые выходили до 1993 года в издательстве «Вэсэлка», их общий тираж — 6 млн экземпляров.
С 2004 года книги Н. Гузеевой издаются в разных странах на разных языках.
- «Капитошка», изд. «Стрекоза», 2004; изд. «Эдипресс-Украина»
- «Приключения Капитошки», изд. «Астрель», 2007
- «Жила-была девочка по имени Леночка», повесть, изд. «Эдипресс Украина», 2006—2007
- «Петя Пяточкин и Дед Мороз», рассказ, журнал «Хорошие родители», изд. «Эдипресс Украина», 2007
- «Миша и Лунная Фея», повесть, журнал «Хорошие родители», изд. «Эдипресс Украина», 2008
- «Капитошка», 12 историй, журнал «Хорошие родители», изд. «Эдипресс Украина», 2009
- «23 обиды Пети Пяточкина», изд. «Стрекоза», 2007, изд. «Тезис», 2008
- «Любовь и 17 страданий Пети Пяточкина» изд. «Стрекоза», 2008
- «Петя Пяточкини и Дед Мороз» изд. «Азбука-Аттикус», 2008
- «Петя Пяточкин и веселая суматоха», изд. «Азбука-Аттикус», 2009
- «Жила-была девочка Леночка…», изд. «Азбука-Аттикус», 2010
- «Жила собі Оленка», повесть, изд. «Старого Лева», 2007
- «Невидимка», рассказ в сборнике «Мама по скайпу», изд. «Старого Лева», 2013
- «Капитошка и Самый-Настоящий-Новый-Год», изд. «Мастер-класс», 2012
- «Сумасшедший Новый год», изд. «Мастер-класс», 2012
- «Я тебя очень люблю», изд. «Мастер-класс», 2012
- «Жила-была девочка», изд. «Мастер-класс», 2013

Автор либретто балетов:
- «Сочинение про дедушку», 1993
- «Мы — Анна Франк», постановка Аллы Рубиной, 2006 (При поддержке Нидерландского Фонда «Анна Франк» и «Еврейского Фонда Украины»)
- «Капитошка», 2013

Автор пьесы «23 обиды Пети Пяточкина», 2013.